# Баранов, Николай Варфоломеевич
Никола́й Варфоломе́евич Бара́нов (14 [27] ноября 1909, Старосельце, Гродненская губерния — 20 апреля 1989, Москва) — советский, российский архитектор, педагог. Народный архитектор СССР (1972).

## Биография
Родился на станции Старосельце (ныне — в черте города Белосток, Польша).
В 1931 окончил Ленинградский институт гражданских инженеров (ныне Санкт-Петербургский государственный архитектурно-строительный университет). Завершил архитектурное образование в Ленинградском институте живописи, скульптуры и архитектуры (1932—1934). Учился у Л. А. Ильина, В. А. Щуко, В. Г. Гельфрейха.
Архитектор, затем руководитель мастерской, главный архитектор института Гипрогор. Начальник технической маскировки Ленинграда в годы Великой Отечественной войны (1941—1943). Заместитель председателя Ленгорисполкома, возглавлял аварийно-восстановительные работы после разрушений, нанесённых немецко-фашистскими оккупантами в Ленинграде, Колпине, Кронштадте, Пушкине, Петродворце и Павловске (1943—1944). В 1938—1949 годах — главный архитектор Ленинграда.
В октябре 1943 года предложил партийным властям блокадного Ленинграда возвратить 20 площадям и улицам города их исторические дореволюционные названия (в том числе Дворцовой площади, Невскому проспекту и Садовой улице). Благодаря его усилиям в военные годы удалось сохранить, а после — и увеличить количество парков и зелёных насаждений в Ленинграде.
Был осуждён по «Ленинградскому делу», исключён из Союза архитекторов и выслан в Среднюю Азию. Реабилитирован в 1954-м.
Работал в Управлениях по делам архитектуры Узбекской и Таджикской ССР (1947—1948). Начальник архитектурно-планировочного отделения института «Гипроникель» Минцветмета СССР (1953—1955).
Заместитель Председателя Госстроя СССР (1961), заместитель Председателя Государственного комитета по гражданскому строительству и архитектуре (1963—1981).
Ассистент и доцент Ленинградского инженерно-строительного института с 1937 года. Профессор Института живописи, скульптуры и архитектуры им. И. Е. Репина с 1947 года, Московского архитектурного института с 1956 года.
Член-корреспондент (1944), действительный член (1947), вице-президент (1955—1956) и академик-секретарь (1956—1961) Академии строительства и архитектуры СССР. Действительный член Академии художеств СССР (1979). Член Союза архитекторов СССР.
Депутат Верховного Совета РСФСР 2-го созыва.
Умер 20 апреля 1989 года в Москве. Похоронен на Кунцевском кладбище.

### Семья
- Первая жена — Анна Николаевна Воронихина (1910—1987), научный сотрудник Эрмитажа, дочь профессора Ботанического института СССР Н. Н. Воронихина, внучка строителя здания Консерватории В. В. Николя[6].
- Вторая жена — Агеева Надежда Георгиевна, архитектор[7].
- Сын — Николай Николаевич Баранов (1935—2006), архитектор.

## Работы

### Ленинград
- Общегородской центр — Площадь у Дома Советов (1939—1940; соавторы: Е. И. Катонин, А. И. Наумов, А. А. Афонченко, Д. М. Баталов; конкурс открытый);
- Центральный городской парк (1945—1949; соавторы: Н. Г. Агеева, О. И. Гурьев) — утверждён проект, выполнен партерный сквер на площади Революции, расчищены Кронверк и парк Ленина, строительство парка прервано репрессиями в отношении автора;
- Стадион им. В. И. Ленина (1946—1947; соавторы: О. И. Гурьев, Н. Г. Агеева, В. М. Фромзель; построен в 1948—1951);
- Финляндский вокзал (1947);
- Ансамбль площади Ленина (со зданиями райсовета Калининского района и зданиями по Арсенальной набережной);
- Спортивно-концертный комплекс им. В. И. Ленина на проспекте Юрия Гагарина (1980)  — снесён в 2020 году
- Архитектор памятника А. С. Попову — скульпторы В. Я. Боголюбов и В. В. Исаева (1959; Каменноостровский проспект, в сквере между домами 39 и 41).

### Ярославль
- Площадь въезда на Резинокомбинат и здание управления Резинокомбината (1937);
- Жилой массив на проспекте Шмидта в Ярославле (соавторы: И. И. Виноградов, Д. А. Риппа, при участии А. И. Власова; построен в 1937—1938);
- Летний театр в парке на Стрелке (1938; соавтор В. И. Харкевич);
- Здание Ярославского обкома КПСС (ныне Администрации Ярославской области) (соавторы: Л. В. Малашонок, В. Н. Шестопалов, Л. Я. Савина).

### Проекты планировки
- Ярославль — планировка (1935—1938; соавторы: Л. А. Ильин — руководитель, Н. Г. Агеева, А. А. Андрейжкович, В. А. Гайкович; осуществлён частично);
- Баку — планировка (1936—1938; соавторы: Л. А. Ильин — руководитель, В. А. Гайкович);
- Сталинабад — планировка (1936—1938; соавторы: Л. А. Ильин — руководитель, В. А. Гайкович);
- Псков — план восстановления и развития (1945—1946; соавторы: А. И. Наумов, Н. Г. Агеева).

## Награды и звания
- Народный архитектор СССР (1972)
- Заслуженный архитектор РСФСР[8]
- Государственная премия СССР (1979)
- Премия Совета Министров СССР (1970)
- Орден Ленина (1958)
- Орден Трудового Красного Знамени (1942)
- Орден «Знак Почёта» (1944)
- Орден Октябрьской революции (1979)
- Медали
- Доктор архитектуры (1961).

## Адреса в Ленинграде
- 1938—1950 — Марсово поле, 7

## Память
- На доме по адресу Марсово поле, 7 в 1999 году была установлена мемориальная доска (архитектор Н. Н. Баранов) с надписью: «Здесь жил и работал народный архитектор СССР, академик архитектуры и главный архитектор Ленинграда с 1938 по 1950 год Николай Варфоломеевич Баранов»[9][10].
- Имя Н. В. Баранова носит улица в Санкт-Петербурге (в 1955—1964 годах — тупик Комсомола)[11].
- В 2020 году в рамках просветительского проекта «Сохранённая культура»[12] в Санкт-Петербурге был снят документальный фильм-расследование «Архитектура блокады», посвященный маскировке Ленинграда в годы войны. Главными героями фильма стали ленинградские архитекторы, оставшиеся в городе во время блокады. Среди них — главный архитектор Ленинграда Николай Баранов и его заместитель Александр Наумов, а также руководитель Государственной инспекцией по охране памятников архитектуры в Ленинграде (ныне — КГИОП Санкт-Петербурга) Николай Белехов, теоретик и практик транспортной архитектуры, Игорь Явейн, архитектор, художник, мастер художественного стекла Борис Смирнов, бывший главный архитектор Ленинграда Лев Ильин и архитектор, художник Яков Рубанчик. Автором идеи и продюсером проекта выступил внук архитектора Александра Наумова, петербургский юрист и учёный Виктор Наумов[13], режиссёр — Максим Якубсон[14]. В съемках принял участие внук Николая Баранова — архимандрит Александр (Федоров), тоже архитектор по образованию, ныне настоятель Петропавловского собора в Петербурге[15]. Премьера фильма состоялась в петербургском киноцентре «Дом кино» 27 января 2020 года — в День полного освобождения Ленинграда от фашистской блокады[16][17][18][19]. Так как в фильм вошли не все отснятые материалы, весной 2020 года создатели ленты смонтировали и разместили в свободном доступе на видеохостингах несколько дополнительных сюжетов, в том числе «Николай Баранов и Александр Наумов. Жизнь по Генплану»[20].

## Печатные труды
- Баранов Н. В. Актуальные проблемы планировки и застройки исторических городов: [Доклад] : Всесоюз. науч.-техн. совещ. «Планировка и застройка ист. городов», Ленинград, 21—24 июня 1978 г.. — М.: ЦНТИ по гражд. стр-ву и архитектуре, 1978. — 51 с. — 1500 экз.
- Баранов Н. В. Главный архитектор города : Творч. и орг. деятельность. — 2-е изд., доп. — М.: Стройиздат, 1979. — 170 с. — 15 000 экз.
- Баранов Н. В. Силуэты блокады : Записки гл. архитектора города. — Л.: Лениздат, 1982. — 175 с.
- Исторические города СССР : Новое и старое / ЦНИИ теории и истории архитектуры; [Отв. ред. и авт. вступ. ст. Н. В. Баранов; Авт. аннот. А. М. Журавлев и др.].. — М.: Стройиздат, 1987. — 269 с.
- Современное градостроительство. — М.: Стройиздат, 1962.
- Композиция центра города. — М.: Стройиздат, 1965.